# 斯特拉可口可樂
斯特拉可口可樂（Coca-Cola Citra）是可口可樂公司生產的一款可樂飲料，混合了檸檬和青檸口味。斯特拉可口可樂最初於2005年墨西哥上市，之後在紐西蘭亦有上市。2006年5月29日，斯特拉可口可樂開始在日本上市。